# Delgollune

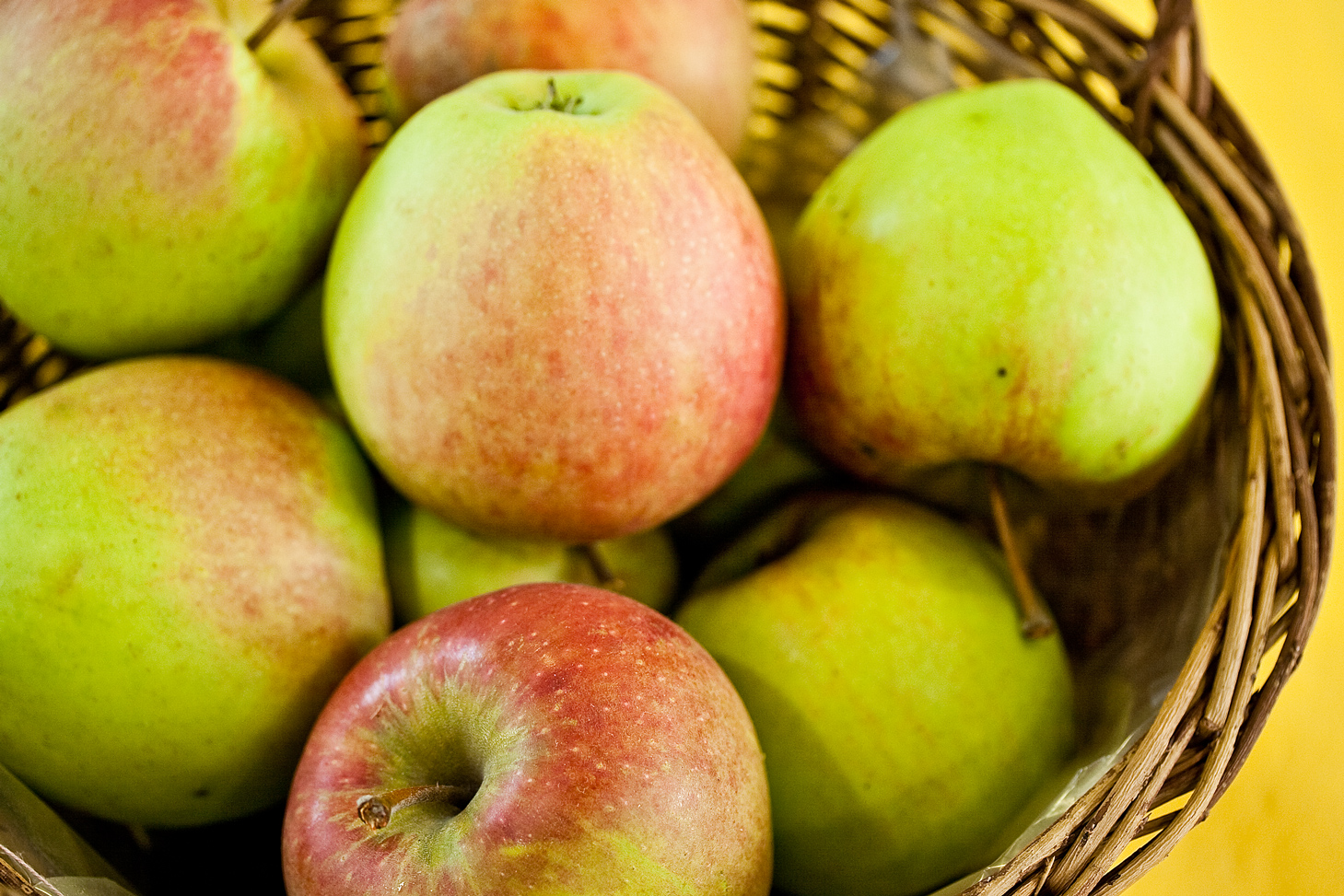
Pommes Delbard Jubilé delgollune

Delgollune, aussi connu sous le nom 'Delbard Jubilée', est le nom d'un cultivar moderne de pommier domestique, développé en 1964 par la pépinière Delbard.

## Description
Cette variété produit une récolte importante de fruits de gros calibre. La peau est de couleur jaune strié de rouge, avec un peu de russeting autour du pédoncule.
La chair est croquante avec un excellent goût, un bon équilibre entre sucré et acide.
La floraison intervient à mi-saison, la récolte se fait fin octobre. La pomme se conserve jusqu'au mois de mars. La résistance aux maladie est bonne.

## Origine
Mieux connue sous son nom commercial Delbard Jubilé, c'est une création Georges Delbard (France).
Le créateur a choisi cette variété parmi les 1 200 croisements qu'il a réalisés pour célébrer son 80e anniversaire et le 50e anniversaire de sa pépinière.

## Parenté
Variété issue du croisement Golden Delicious x Lundbytorp.

Descendants :
- Autento

## Pollinisation
Groupe de floraison : A (précoce).
Fécondé par : Clivia, Discovery, Vanda…
S-génotype : S2S22.

## Culture
Maladies : tolérante à la tavelure, peu sensible à l'oïdium.
Récolte : après la mi-octobre.
Conservation : jusqu'à la mi-février.